# Fezzano
Fezzano is een plaats (frazione) in de Italiaanse gemeente Porto Venere.
Het dorpje ligt aan zee aan de westelijke zijde van de berg Monte Castellana. Het beschikt over een kleine jachthaven. Aan de haven ligt ook een klein parkje en een voetbalveldje.

## Geschiedenis
In de romeinse tijd lag op de plek waar nu Fezzano ligt, het plaatsje Alphidianus. Op 1 juni 2023 werden er tijdens de bouw van een nieuwe parkeergarage resten gevonden van oude muren, van wel 3,5 meter hoog. Argeologen aanwezig bij de opgravingen stellen dat het gaat om een gebouw voor opslag of gebruikt werd als stal, naar aanleiding van het opgraven van een gedeelte van een grote container (een dolium).
Fezzano wordt voor het eerst vermeld in 1052 in een schenkingsdocument.
Tot 1740 was Fezzano een integraal onderdeel van de parochie van Marola. Daarna kreeg het zijn eigen parochie.
Tijdens de bezetting door het Eerste Franse Keizerrijk in 1805 had Fezzano een zelfstandige gemeente.

## Bezienswaardigheden

### Chiesa di San Giovanni Battista
Verstopt tussen de huizen staat de parochiekerk van Johannes de Doper, gebouwd rond 1740. De kerk werd gebouwd om offers te kunnen brengen, maar wordt soms ook gebruikt voor optredens.
De kerk is het thuis van vijf grote canvas schilderijen door de in Fezzano geboren schilder, Guiseppe Tori. Ook staat er een houten beeld dat gemaakt en geschilderd is door Anton Maria Maragliano.

## Geboren
- Simonetta Cattaneo Vespucci (1453-26 april 1476), edelvrouw.[6]
- Guiseppe Tori (ca, 1700s), artiest.

## Cultuur
Ieder jaar wordt op 24 juni de patroonheilige Johannes de Doper geëerd en dat gaat gepaard met een klein festival met muziek en dans. Bij deze gelegenheid wordt ook een markt gehouden met onder andere handwerk, eten en wijn. Ook is er een schilderijententoonstelling aanwezig.